# Рацкая, Цецилия Самойловна
Цецилия Самойловна Рацкая (4 (17) декабря 1900, Белосток — 23 июля 1986) — советский музыковед.

## Биография
Родилась 4 (17) декабря 1900 года в городе Белостоке Гродненской губернии.
В 1917—1919 годах работала в начальных школах Белостока музыкальным педагогом.
В 1920 году окончила краткие курсы инструкторов. На Западном фронте была инструктором-организатором красноармейских агитационных пунктов.
В 1921—1924 годах училась в Институте ритмического воспитания (Москва).
В 1926—1927 годах работала в Уральском областном музыкальном техникуме (Свердловск). Была преподавателем и заведующей производственной практикой.
В 1929 году закончила обучение в Московской консерватории (на историко-теоретическом факультете и на инструкторско-педагогическом факультете).
В 1929—1933 годах работала в Иваново-Вознесенском музыкальном техникуме. Преподавала музыкальную литературу, методику концертно-массовой работы. Была заместителем директора по учебной части. Одновременно работала на Ивановском радио, где была старшим музыкальным редактором.
С 1934 года работала в Московской филармонии лектором. В 1934—1938 годах также была старшим редактором, методистом-консультантом. В 1948 году уволилась из Московской филармонии.
За долгие годы прочитала большое число лекций о творчестве советских и зарубежных авторов, русских классиков, в том числе и для юношеской и детской аудиторий.
Занималась литературной деятельностью. Является автором ряда статей о советском музыкальном творчестве и о композиторах-классиках, методических работ, очерков о музыке и композиторах для детей. Ею написаны работы о поэзии Сергея Есенина и Владимира Маяковского в музыке советских композиторов, монографические очерки о творчестве Анатолия Александрова, Ростислава Бойко, Мариана Коваля, Тамары Попатенко, Люциана Пригожина, Григория Фрида.
Псевдоним — Ц. Р.
Музыковед.
Умерла 23 июля 1986 года.

## Публикации
- Хоркружок в рабочем клубе. — М. : Музторг МОНО, 1925. — 22 с. (совместно с Н. Любимовой и Ар. Стальным [Шухманом])[5][2]
- А. П. Бородин (1833—1877). Краткий очерк. — М., 1938. — 8 с. — 1500 экз.[5][2][3]
- М. И. Глинка (1804—1857). — М., 1938. — 8 с. — 1500 экз.[5][2][3]
- Л. Бетховен. — М., 1938. — 8 с. — 1500 экз.[2]
- М. Мусоргский : К 100-летию со дня рождения). — М. : Московская государственная филармония, 1939. — 20 с. — 2000 экз.[5][2][3]
  - М. Мусоргский : К 100-летию со дня рождения). — М.—Л. : Музгиз, 1939. — 20 с. — 20 000 экз.[5][2][3]
- П. И. Чайковский. Для школьников старшего возраста. — М.—Л. : Музгиз, 1940. — 216 с. — 20 000 экз. (совместно с Ниной Владыкиной-Бачинской)[5][2][3]
- П. И. Чайковский. (1840—1893). — М. : Ин-т худож. воспитания Акад. пед. наук РСФСР, 1948. — 55 с. — 3000 экз.[5][2]
- Н. А. Римский-Корсаков. — М. : Музгиз, 1953. — 141 с. — 25 000 экз.[5][2][3]
  - Н. А. Римский-Корсаков. — 2-е изд., перераб. — М. : Музыка, 1977. — 113 с. — 50 000 экз.[3]
- Советский балет. — М. : Советский композитор, 1957. — 54 с. — 7000 экз.[5][2][3]
- Михаил Красев. — М. : Советский композитор, 1957. — 96 с. — 2000 экз.[5][2][3]
- Н. А. Римский-Корсаков (К 50-летию со дня смерти). — М. : Знание, 1958. — 39 с. — 78 500 экз.[5][2]
- Как построить лекцию о жизни и творчестве композитора. — М., 1958. — 27 с. — 3000 экз.[5][2]
- Как понимать музыку. — М. : Знание, 1961. — 40 с. — 50 000 экз.[5][2]
- Оперные формы. — М. : Советский композитор, 1962. — 47 с. — 20 000 экз.[5][2][3]
- Беседы о музыке. — М., 1962. — 56 с. — 3000 экз.[5][2]
- Музыка и современность. — М. : Знание, 1962. — 40 с. — 49 000 экз.[5][2]
- Советская камерная музыка. — М. : Знание, 1965. — 80 с. — 22 700 экз.[5][2][3]
- Советская музыка : Темат. разработ. к циклу лекций-концертов. — М., 1968. — 46 с. — 10 000 экз.
- Ференц Лист. — М. : Музыка, 1969. — 254 с. — 25 000 экз.[2][3]
- Музыка в жизни и творчестве А. М. Горького. — М. : Музыка, 1985. — 63 с. — 60 000 экз.[3]

- Вечер памяти А. А. Давиденко // «Советская музыка». — 1935. — № 4.[5]
- Вопросы методики концертно-лекционной работы // «Советская музыка». — 1935. — № 7—8.[5][2]
- Детские оперы М. Красева // «Советская музыка». — 1950. — № 8.[5]
  - Детские оперы М. Красева // Советская опера : сборник статей. — М., 1958.[5][2]
- Музыку — детям // «Советская музыка». — 1951. — № 11. (совместно с Леонидом Синявером и Верой Герчик)[5]
- Н. В. Гоголь и музыка // Пионерский музыкальный клуб. Книга для чтения : сборник статей. — М., 1960. — Вып. II.[5][2]
- Его музыку любят дети [Об А. Н. Александрове] // «Музыкальная жизнь». — 1963. — № 10.[5]
- Музыка в школе // «Музыкальная жизнь». — 1964. — № 10. (совместно с Т. И. Карышевой)[5]
- Сердце Шопена // Пионерский музыкальный клуб. Книга для чтения : сборник статей. — М., 1964. — Вып. V.[5][2]
- «Считаю себя детским композитором» [О М. И. Красеве] // «Музыкальная жизнь». — 1967. — № 6.[5]
- Почетный пионер [О Т. А. Потапенко] // «Музыкальная жизнь». — 1969. — № 12.[5]
- М. Красев // Они пишут для детей. — М., 1975.[2]
- Лез Квитко и музыка // Лев Квитко. Жизнь. Творчество. — М., 1976.[2]